# Miroslav Žakelj
Miroslav Žakelj (tudi Friderik Žakelj), slovenski klasični filolog in gimnazijski profesor, * 16. julij 1835, Krašnja † 20. november 1916, Ljubljana.

## Življenje in delo
V Ljubljani je obiskoval klasično gimnazijo (1847–1854) in nato na Dunaju študiral klasično filologijo ter postal 1858 suplent za latinščino in slovenščino na klasični gimnaziji v Ljubljani, od leta 1860 do 1871 je poučeval na Reki in se 1871 vrnil na klasično gimnazijo v Ljubljano, kjer je učil do upokojitve 1902. Žagar je bil goreč podpornik slovenskega slovstva, temeljit poznavalec grške in latinske, pa tudi srbske književnosti. Objavil je več razprav o Homerju. Ocenil je latinska učbenika Valentina Kermaunerja in Frana Wiesthalerja (Ljubljanski zvon, 1885), za Latinsko-slovenski slovnik za 3. in 4. gimnazijski razred (1882), prirejen po latinsko-nemškem slovarju A. J. Rožka, je obdelal črke od R do Z. Kot odbornik Slovenske matice je 1881 odsvetoval objavo Mahničeve razprave o Platonovih idejah. Svojo bogato knjižnico (z izvirnimi beležkami v posameznih knjigah) je zapustil lazaristom. 